# Telenotícies
Telenotícies (abreviado como TN) es un programa informativo de televisión que se emite desde el 16 de enero de 1984 en el principal canal público autonómico catalán, TV3. Posteriormente, comenzó a emitirse simultáneamente en el 3/24 así como en TV3CAT. El formato depende del servicio de informativos de Televisión de Cataluña que gestionan diversos espacios según su franja horaria de emisión diaria.

## Historia
Enric Calpena y María Gorgues fueron los primeros presentadores de Telenotícies. A lo largo de su historia, el Informativo ha cambiado de imagen, plató y presentadores en varias ocasiones. El 24 de abril de 1989, se lanzó Telenotícies Comarques con la intención de descentralizar los informativos y darle más protagonismo a la actualidad comarcal y local. Se abrieron las primeras delegaciones de la Televisión de Cataluña en Gerona, Lérida y Tarragona y se creó un equipo propio en la redacción de San Juan Despí (donde se ubican las instalaciones y la redacción centrales de TV3) para cubrir y dar cobertura específica al área metropolitana de Barcelona. El primer equipo dedicado a esta zona lo formaron Javier Bas, José Cabasés, Mariona Comellas y Ramón Rovira. En 1991, TV3 abrió una nueva delegación para la Valle de Arán, en una clara apuesta para la continuación de la descentralización de los noticiarios y con el objetivo de potenciar el idioma aranés del Valle de Arán.
En mayo de 2005, los noticiarios estrenaron nuevo plató e imagen corporativa. El plató fue uno de los más pequeños, ya que tan solo contaba con una pequeña mesa con dos sillas para los presentadores y un nuevo panel. Más tarde, al coincidir con el trigésimo aniversario de Telenotícies, el 20 de enero de 2014 el canal renovó su noticiario y estrenó nuevo decorado.

### Telenotícies Matí (1992-2003)
Entre 1992 y 2003, los noticiarios de TV3 contaban con edición matinal. Comenzaba en torno a las 7:00am y se extendía durante dos horas, recurriendo al formato utilizado por los noticieros matinales de ámbito nacional: boletines informativos de 30 minutos de duración, con las secciones de deportes (Esports), el clima (El Temps) y, en este caso, el tráfico (El Trànsit). Esta edición dejó de emitir en el año 2003, cuando estrenó Els Matins.

### Telenotícies Catalunya (1991-2005)
Entre el 1996 y el 2005 TV3 hizo una apuesta para hacer un Telenotícies de media hora, ya que en el año 1989 TVC (Televisió de Catalunya), creó el TN Comarques TV3 el año 2005 cambió de imagen de TN i se renovó el TN Comarques. El TN Catalunya trataba de un informativo territorial que a las 14:10h aproximadamente hacen las desconexiones con Lleida, Tarragona, Gerona y Barcelona.
Lo presentava Fina Brunet, Martí Gironell y Núria Bacardit.

### Avanç Informatiu (1984- )
Este mini telentoícies era presentado por Helena García Melero a las 13:55h cinco minutos antes del TN Catalunya.
Hacia um mini resumen de lo que entrarià en el TNM (Telenotícies Migdia).

## Ediciones actuales

### Telenotícies Comarques
Telenotícies Comarques es la edición realizada por comarca y municipio. Hasta 2017, contó con dos partes: la primera que comenzaba a las 2:00pm y era presentada por Montse Ferrer. La segunda parte comenzaba a las 2:10pm con las desconexiones regionales hacia una de las delegaciones de TV3. Después, Gemma Puig, Francesc Mauri, Tomás Molina, Dani Ramírez, Enric Agud o Jofre Janué presentaban "El Temps". 
A partir de 2017, después de una reestructuración, Telenotícies quedó con un único informativo para toda Cataluña sin desconexión territorial. Sin embargo, es establecida una nueva delegación en la Cataluña Central, mayor presencia en las Tierras del Ebro y un equipo renovado para los Pirineos.

### Telenotícies Migdia
Esta edición informa la actualidad que ha transcurrido durante la mañana. Tiene una duración aproximada de 1:10 horas, un tanto más larga que las otras ediciones. Los presentadores son Xavi Coral y Raquel Sans, mientras que los periodistas para el bloque de deportes y el clima son Àlex Castells y Tomàs Molina.

### Telenotícies Vespre
Es el noticiario emitido dentro del horario central. Posee una duración de 45 minutos, el más corto del resto de telejornadas, y viene acompañada por una pequeña sección al final denominada Els diners, enfocada en el análisis rápido de la economía. El presentador es Toni Cruanyes, mientras las periodistas encargadas para el bloque de deportes y el clima son María Fernández Vidal y Francesc Mauri.

### Telenotícies Cap de Setmana
Esta edición corresponde a los fines de semana, emitido los sábados y domingos. Se incluye un pequeño reportaje semanal no presente en las otras ediciones. Los presentadores son Ramon Pellicer y Cristina Riba, mientras que los periodistas para el bloque de deportes y del clima son Artur Peguera y Eloi Cordomí.

## Equipos de editores y presentadores
- Directora: Lídia Heredia

### TN Matí
- Editora: Ariadna Oltra
- Presentadora: Ariadna Oltra
- Presentadora substituta: Lídia Prádanos

### TN Migdia
- Editor: Raquel Sans
- Presentadores: Xavi Coral y Raquel Sans
- Deportes: Marta Bosch
- El Tiempo: Francesc Mauri

Presentadores substitutos: Francesc Soria, María Fernández Vidal, Gemma Puig, Tomàs Molina, Eloi Codormí y Dani Ramírez

### TN Vespre
- Editores: Toni Cruanyes i Manel Sarrau
- Presentador: Toni Cruanyes
- Deportes: María Fernández Vidal
- El Tiempo: Tomàs Molina
- Presentadores substitutos: Carles Costa, Xavi Coral, Cristina Riba, Ruth Gumbau, Xavi Valls, Jofre Janué, Francesc Mauri y Dani Ramírez

### TN Cap de setmana
- Editor: Ramon Pellicer
- Presentadores: Ramon Pellicer y Cristina Riba
- Deportes: Artur Perguera
- El Tiempo: Dani Ramírez
- Presentadores substitutos: Xavier Bonastre, Ruth Gumbau, Francesc Soria, Eloi Codormí, Gemma Puig y Jofre Janué

### TN Comarques
- Editora: Núria Solé
- Presentadora: Núria Solé
- Presentadora substituta: Montse Ferrer

### Els Matins
- Editora: Lídia Heredia
- Presentadora: Lídia Heredia
- Presentador substitut: Pere Bosch

### Més 324
- Editor: Xavier Grasset
- Presentador: Xavier Grasset
- Presentadora substituta: Cristina Herranz

## Antiguos presentadores

### Telenotícies Migdia
- Xavi Coral (1997-2009).
- Lídia Heredia (2012-2014).
- Ariadna Oltra (2015-2017).
- Núria Solé (2006-2015).
- Ramón Pellicer (2007-2014).
- Raquel Sans (2007-2014).
- Agnés Marqués (2007-2017).
- Joan Carles Peris (2007-2014).
- María Fernández Vidal (2012-2015).
- Irma Pina (2014).

## Corresponsalías de TV3
TV3 cuenta con una amplia red de corresponsalías repartidas por España, Europa, América y Asia, las cuales recogen datos relacionados con noticias internacionales. La Corporación Catalana de Medios Audiovisuales contaba con un corresponsal de TV3 y otro diferente para Catalunya Ràdio en cada ciudad importante extranjera hasta 2014, cuando fueron unificadas las redes de corresponsales para ambas entidades.
- Carlos Castellnou
- Marta Viladot
- Yolanda López
- Pepa Ferrer
- Margalida Solivellas
- Montserrat Vila
- José Capella
- Sergio Mulero
- Javier Coral
- Oriol Serra
- Manuel Alias
- Eduardo Rubió
- Xesco Reverter
- Juan Biosca
- Txell Feixas
- Francesco Canales

## Audiencias
Telenotícies es el noticiario líder en Cataluña, el cual llega diariamente en primer lugar de la cuota de pantalla en esa comunidad autónoma.
Según datos de la empresa Kantar Media, del 1 de septiembre de 2015 al 30 de junio de 2016, Telenotícies Comarques recibió un promedio de 318 000 espectadores (19,7% de cuota de pantalla), mientras que Telenotícies Migdia fue visto por 538 000 espectadores (28,8%) y Telenotícies Vespre contó con 503 000 espectadores (18,9%). El mismo reporte indica que Telenotícies Cap de Setmana Migdia recibió un promedio de 461 000 espectadores (23.7%) mientras que Telenotícies Cap de Setmana Vespre fue visto por 528 000 personas (20.0%).